# کینگدم هارتس سه‌بعدی: دریم دراپ دیستنس
کینگدم هارتس سه‌بعدی: دریم دراپ دیستنس (به انگلیسی: Kingdom Hearts 3D: Dream Drop Distance) یک بازی ویدئویی در سبک نقش‌آفرینی اکشن است که توسط اسکوئر انیکس به‌طور انحصاری برای کنسول بازی دستی نینتندو ۳دی‌اس منتشر شده‌است. این بازی هفتمین قسمت از مجموعه بازی‌های کینگدم هارتس به‌شمار می‌رود که برای اولین بار در نمایشگاه ای۳ ۲۰۱۰ به نمایش درآمد و در ۲۹ مارس ۲۰۱۲ در ژاپن و ۳۱ ژوئیه ۲۰۱۲ در آمریکای شمالی عرضه شد.